# Meuschenia australis
Meuschenia australis es una especie de peces de la familia Monacanthidae en el orden de los Tetraodontiformes.

## Morfología
Los machos pueden llegar alcanzar los 30 cm de longitud total.

## Hábitat
Es un pez de mar de clima templado y asociado a los  arrecifes de coral que vive hasta los 100 m de profundidad.

## Distribución geográfica
Se encuentra al sur de Australia: Australia Meridional,  Victoria y Tasmania.

## Observaciones
Es inofensivo para los humanos.